# 오오하시 아야카
오오하시 아야카(일본어: 大橋 彩香 오하시 아야카[*], 1994년 9월 13일 - )는 일본의 여성 성우, 가수로, 호리프로 소속이다.
도쿄도 출신, 신장 159 cm, 혈액형은 A형이다.

## 내력
사이타마현의 무사시 우라와에서 태생 5세까지 보냈지만 오디션을 볼 때 도쿄 출신이라고 썼기 때문에 공식 프로필에서는 '출신지: 도쿄도'라고 표기되고 있다.
초등 학생의 무렵은 토에이 아카데미에 입단해, 아역으로서 활동하고 있었던 시기가 있다.
2011년에 호리프로 탤런트 스카우트 캐러밴 차세대 성우 아티스트 오디션에서 결승까지 출전한 후, 호리프로에 들어가게 되었다. 2012년에 텔레비전 애니메이션 '아마가미 SS+ plus' 제10화로 '실행 위원' 역을 연기해 처음으로 성우로서 출연하게 되었으며 같은 해 4월부터 텔레비전 애니메이션 '에우레카 세븐 AO'에서 처음으로 주역 등장인물인 플레어 브랑 역을 연기했다.
이 때부터, 애니메이션이나 라디오 프로그램의 이벤트에 다수 출연한다. 2013년 10월부터는, 호리프로 동기이자 '차세대 성우 아티스트 오디션'의 결승에 함께 올라갔던 타도코로 아즈사, 키도 이부키, 야마자키 에리이, Machico와 함께 AKIBA 컬쳐즈 극장에서 애니메이션과 게임의 주제가를 부르는 공연 'Anisong Ichiban!! presented by HoriPro'를 월 1회꼴로 열었으며 2014년 10월부터는 다른 지방으로 옮겨가며 하고 있다.
2014년 8월엔 주연을 맡은 텔레비전 애니메이션 '서바게부!'의 여는 노래 'YES!!'를 불러서 란티스를 통해 정식 가수로 데뷔하게 되었다.

## 인물
공식 프로필에서, 취미는, 노래방, 애니메이션 감상, 인터넷, 게임, 음악 감상, 드럼, 독서 (라이트 노벨), 특기는, 드럼, 스포츠 등이다. 좋아하는 J리그의 팀은 우라와 레즈.
성우가 되려고 결심한 것은 초등학생의 무렵에 극단을 통해 참가한 성우 교실이 계기.
글씨를 쓰거나 젓가락을 쥘 때엔 왼손잡이지만, 그 외의 일은 오른손으로 한다.

## 에피소드
- "이가라시 히로미의 '채널은 오픈 소스로!'" 제25회 방송으로 게스트 출연했을 때, 프로그램 내의 코너에서 뉴스 원고를 읽었을 때에 '손님의 머리에 우지끈!(客の頭へゴチン(캬쿠노 아타마에 고칭!)'의 부분을 '손님의 머리를 에우지끈!(客の頭を『ヘゴチン』(캬쿠노 아타마오 <헤고칭!>)'으로 잘못 읽어, 그 이후 <헤고칭>이라는 애칭이 생겼다[7]. てさぐれ！部活もの에 출연한 니시 아스카 등이 이것을 생략해 '헤고'라고 부르고 있으며 오오하시 아야카가 문장을 잘못 읽으면 <헤고루>를 했다고 불리게 되었다.
  - 데레라디 안에서의 요시무라 하루카, 후쿠하라 아야카와의 유닛명을 결정할 때, Twitter에서 프로그램에 참가하고 있던 아오키 루리코에 의해서 '루루에 올림픽'이라는 이름이 후보에 올라 결정할 것 같게 되었지만, 오오하시 본인이 '신데렐라에서는에 는이나다—, 하 해-가 좋다'라고 해 각하된다. 오오하시 본인은 아이마스의 활동에서는 '하 해—'라고 불러 주었으면 하는 것 같다. 덧붙여서 아이마스 성우는 기본 '하 해—'호비이다.
- 니시 아스카가 라디오 방송 <스자키 니시> 등에서 오오하시의 흉내를 낸 것을 비롯해 같은 작품에 출연하고 있는 후쿠하라 아야카, 타츠미 유이코 키부키, 오오쿠보 루미, 우에사카 스미레 등도 자신의 프로그램이나 이벤트 등에서 오오하시를 흉내냈다. 덧붙여 이러한 흉내 중 오오하시 본인이 공인하고 있는 것은 니시 아스카뿐이다.

## 출연 작품
※ 굵은 글씨는 메인 캐릭터

### 텔레비전 애니메이션
2012년
- 에우로카 세븐 AO (플레어 브란)
- 아이카츠! (시부키 란)
- 아마가미 SS 플러스 (실행위원)

2013년
- 찾아보자! 부활동 (타나카 코하루)
- 두근두근 프리큐어 (란스)
- 판타지 스타 돌 (우노 우즈메)
- 만걸 (니시지마 링고)
- 야마노 스스메 (여자 손님)

2014년
- 찾아보자! 부활동 앙코르 (타나카 코하루)
- 서바게부 (소노카와 모모카)
- 하마토라 (레이)
- 아카메가 벤다 (쿠루메)
- 위치크래프트 웤스 (학생)
- 건전로봇 다이다미라 (토모요세 모리코)

2015년
- 아이돌마스터 신데렐라 걸즈 (시마무라 우즈키[8])
- 찾아보자! 부활동 스핀오프 푸루푸룬 샤름과 놀자 (타나카 코하루)

2016년
- 아이카츠 스타즈! - (카스미 요조라)
- 엔드라이드 - 어린 팔라리온

2018년
- 아이카츠 프렌즈! - (아스카 미라이)
- BanG Dream! - (야마부키 사아야)

### 극장판 애니메이션
2023년
- 극장판 울려라! 유포니엄: 앙상블 콘테스트 (카마야 츠바메)

### 게임
2012년
- 아이돌마스터 신데렐라 걸즈 (시마무라 우즈키[1])

2016년
- 아이카츠! 포토 ON 스테이지 (시부키 란)

2017년
- BanG Dream! 걸즈 밴드 파티! (야마부키 사아야)

2018년
- 아이카츠! 포토 ON 스테이지 (카스미 요조라)